# Spencer Mugnier
Spencer Mugnier (* 1. Dezember 1972 in Chamonix-Mont-Blanc) ist ein französischer Curler. 
Sein internationales Debüt hatte Mugnier im Jahr 1990 bei der Curling-Juniorenweltmeisterschaft in Portage la Prairie, er blieb aber ohne Medaille. 1992 gewann der bei der JWM in Oberstdorf die Silbermedaille und 1993 in Grindelwald ebenfalls bei der JWM die Bronzemedaille. 
Mugnier spielte für Frankreich bei den Olympischen Winterspielen 2002 in Salt Lake City als Lead. Die Mannschaft schloss das Turnier auf dem fünften Platz ab. 

## Erfolge
- 2. Platz Juniorenweltmeisterschaft 1992
- 3. Platz Juniorenweltmeisterschaft 1993